# 金琪珠
金琪珠（韓語：김기주；1940年12月23日—2001年10月25日），韩国电影演员，于1960年代来到香港，在香港的一些公司，(包括邵氏兄弟公司）旗下工作。

## 生平
1940年出生于韩国，后在1996年左右来到香港，并在邵氏公司等影视公司中担任武打演员等职务，在香港和韩国合拍的电影《观世音》（1966年）中担任演员。
其在香港活跃的于1970——1996年左右，所饰演的角色以武打型角色为主，其饰演的角色可以是正派也可以是反派。，其在香港拍摄电影的时候，与葉靈芝因拍片成莫逆
其在1996年回到韩国，并与2001年去世。日韩合拍的电影《싸울아비》是他生前最后的一部作品。
他还出演过电视剧《黎明的眼睛》。